# Kostel svatého Jana Nepomuckého (Rabí)
Kostel svatého Jana Nepomuckého je římskokatolický farní kostel v Rabí, patřící do farnosti Rabí. Je chráněn jako kulturní památka České republiky.

## Historie
Hřbitovní kapli u silnice z Rabí do Horažďovic si poddanské městečko postavilo zřejmě spolu s novým hřbitovem začátkem 17. století. Z původní stavby se dochoval zejména západní portál, datovaný v nadpraží letopočtem 1611. Podle dostupné literatury byla původní stavba kaple roku 1785 nahrazena novým barokním kostelem, do nějž byl přenesen portál zdobný reliéfními sloupky s maskarony a vnitřní zařízení. Nelze ovšem vyloučit, že šlo spíše o důkladnou pozdně barokní přestavbu. Opraven byl kostel v 90. letech 20. století.

## Architektura
Kostel je jednolodní obdélníková stavba s užším půlkruhovým závěrem, zaoblenými nárožími, plochým stropem bez triumfálního oblouku a půlkruhovým odsazeným presbytářem. Na jižní straně kostela je novodobá přístavba pravoúhlé sakristie a oratoří nad ní, která značně poškodila vzhled kostela i okolí.

## Interiér
Vnitřní zařízení pochází z 18. století. Hlavní oltář - mensa zděná, tumovitá[zdroj?]. Na mense jsou dva podstavce. Nad nimi je obloukovitý pás se stylisovanou rostlinou výzdobou. Retabulum jinak tvořeno mohutně vinutými akantovými motivy proplétanými páskou, které rámují křivější obraz v nástavci. Akantová výzdoba je zelená s menšími pozlacenými prvky dekoru.

## Okolí
Hřbitov je obehnán zdí a před vchodem rostou dvě staré lípy. Od kostela je výhled na hrad a také k jihu a východu.

## Bohoslužby
Bohoslužby se konají každou sobotu v 18,00 hod. (v zimním období již v 16.30 hod.).

## Fotogalerie

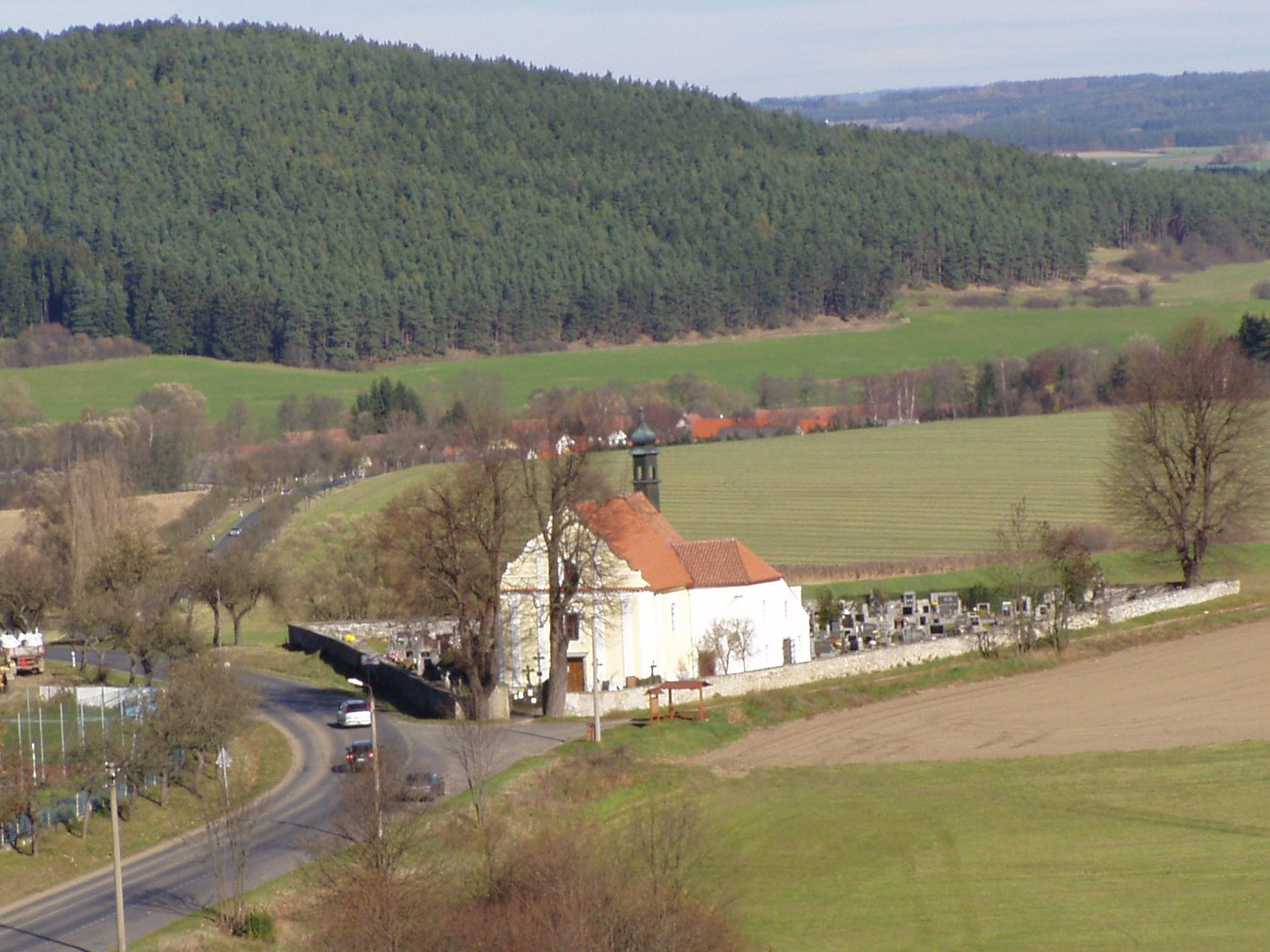
Kostel z hradu
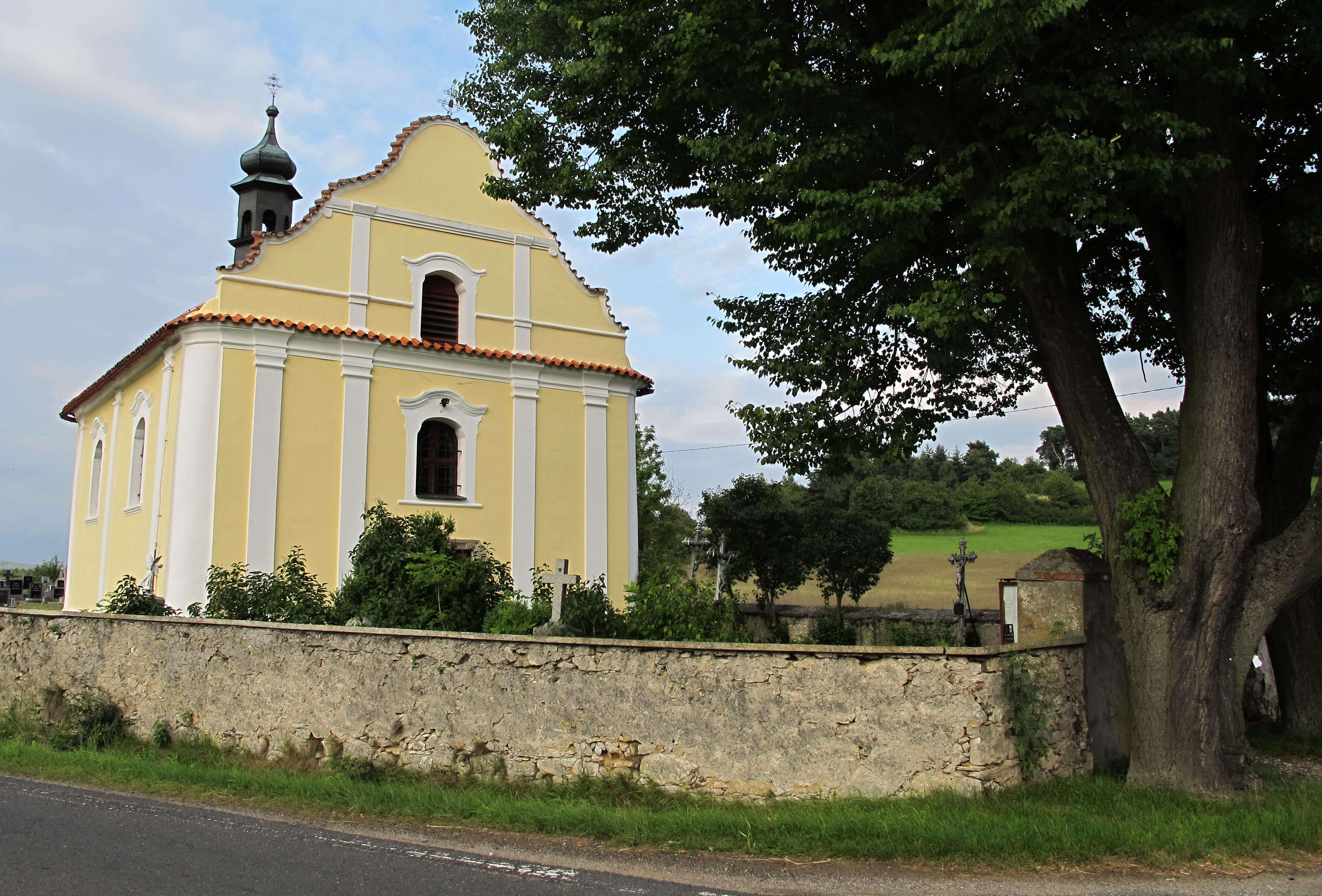
Kostel od jihozápadu
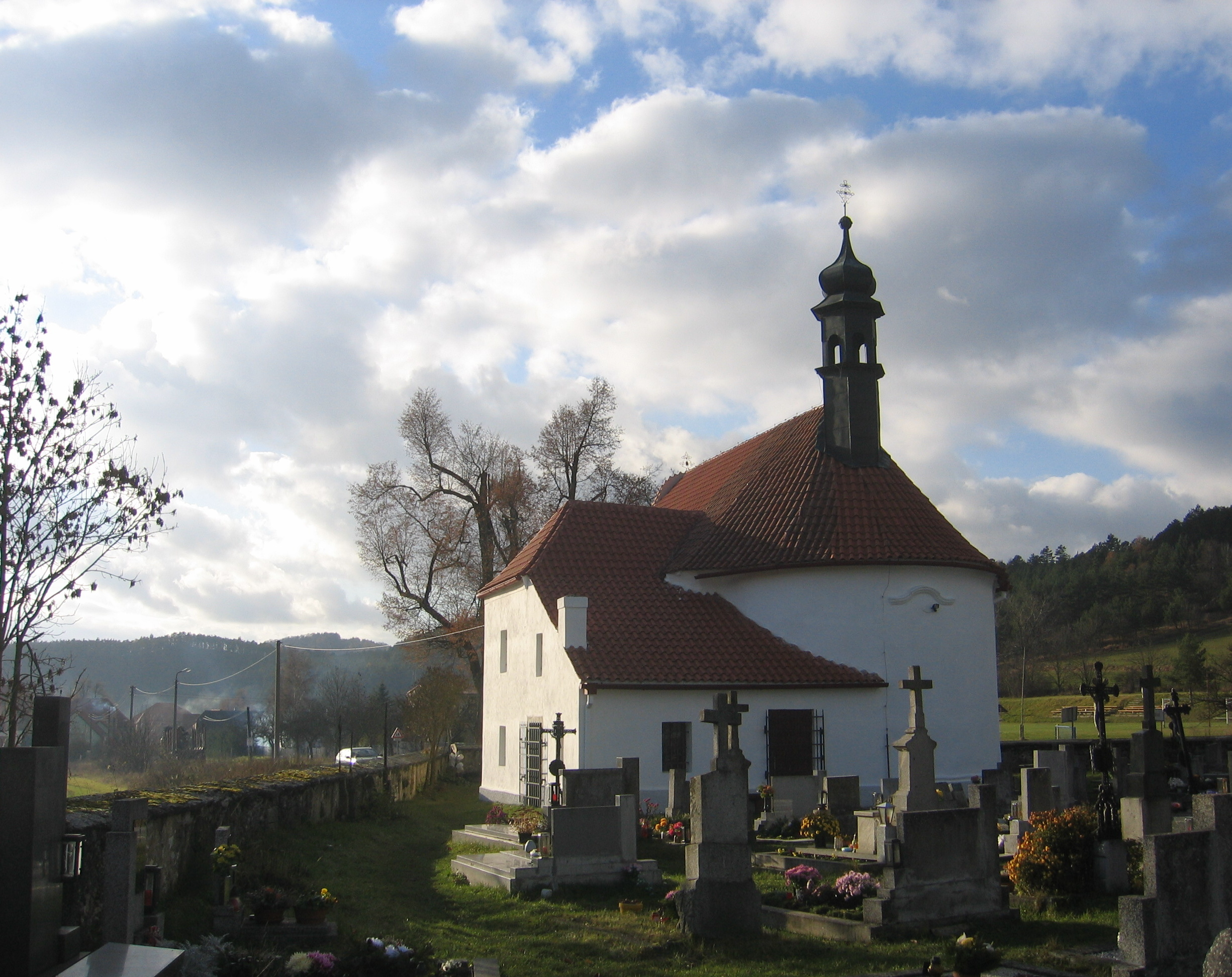
Kostel od východu
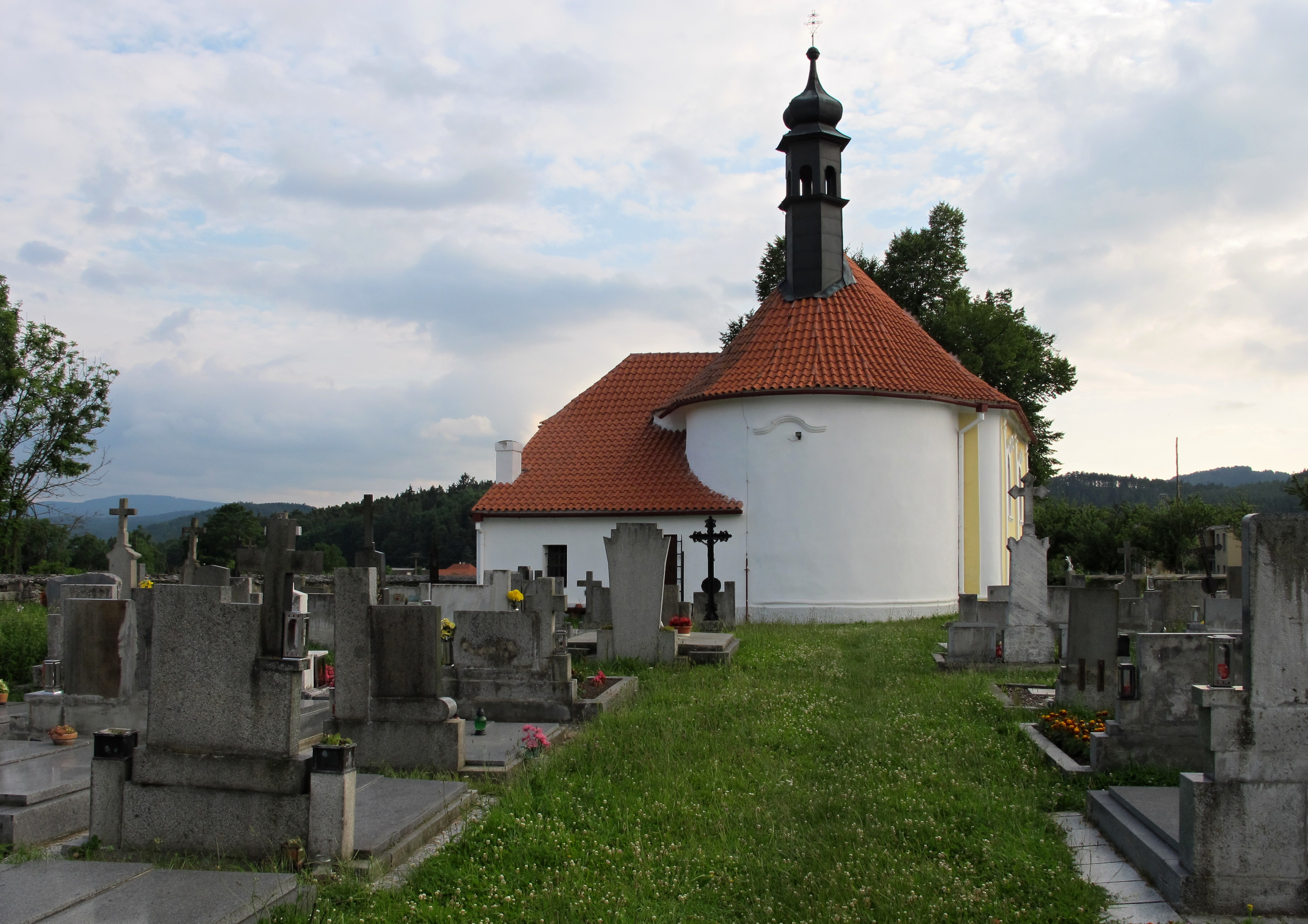
Kostel od jihovýchodu